# 中库特奈地区

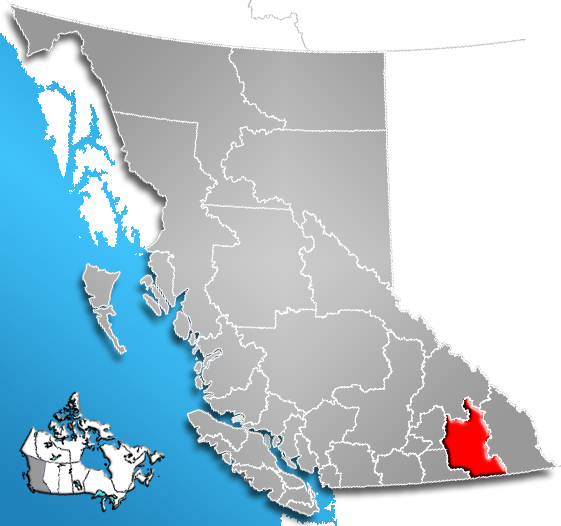
中库特奈地区的位置

中库特奈地区（英語：Regional District of Central Kootenay），是加拿大不列颠哥伦比亚省的一个地方行政区。该地总面积22,130.72平方公里。总人口59517(2016年统计)。 行政中心位于纳尔逊。其他居民点有卡斯尔加市、克雷斯顿镇、新丹佛村、西尔弗顿村、斯洛坎村等。